# Кёюлиё
Кёюлиё (фин. Köyliö) — община в провинции Сатакунта, губерния Западная Финляндия, Финляндия. Общая площадь территории — 259,27 км², из которых 13,21 км² — вода.

## Демография
На 31 января 2011 года в общине Кёюлиё проживают 2828 человек: 1429 мужчин и 1399 женщин.
Финский язык является родным для 99,22% жителей, шведский — для 0,25%. Прочие языки являются родными для 0,53% жителей общины.
Возрастной состав населения:
- до 14 лет — 15,17%
- от 15 до 64 лет — 61,53%
- от 65 лет — 23,16%

Изменение численности населения по годам:
| Год  | Численность |
| ---- | ----------- |
| 1980 | 3507        |
| 1990 | 3306        |
| 2000 | 3010        |
| 2010 | 2824        |
| 2011 | 2828        |

Герб общины изображает митру епископа Генриха Уппсальского, которого по легенде убил топором язычник Лалли.